# 观世音传奇
《观世音传奇》是一部讲述观世音菩萨传奇故事的佛教电视剧。题材来自于观世音的世俗文化，即观世音信仰的世俗化以及以世俗文化方式表现出来的观世音信仰。本剧拍摄于1995年，主演为著名演员陶慧敏。

## 概述
本剧传达的佛教思想是在这个善与恶、美与丑并存的现世，人无法主宰自己的命运，也不能摆脱痛苦，但应该保持如菩萨般的慈悲之心，其主要宗旨是引人向善。
慈航大士向佛祖立下宏愿，愿意经历转世轮回之苦，下凡来到人世间点醒众人向善。慈航大士转世来到人世，诞生在妙庄国王宫，即为三公主妙善，但遭黑衣魔女（魔鲤）设计，还是一个婴儿的三公主妙善被国人视为不祥之兆而被投入大海。幸而妙善最终获救，被尹妈一家收养，但魔鲤歹心不死，依然不断迫害尹妈一家和妙善。
经过种种磨难后，小妙善终于长大成人，她心怀仁厚，美丽善良，救死扶伤，一心向佛，被山林百姓盛赞。但魔鲤依然不肯放过她，勾结意欲篡位的宰相霍羽要置妙善于死地。妙善在众人的帮助和佛祖的点化下，终于消灭了邪恶势力，还人间太平，而自己也终于大彻大悟，修成正果，成为大慈大悲救苦救难观世音菩萨。此后，观世音菩萨在人世间讲佛传经、普渡众生，遍游人间、福泽百姓……令万民传诵。

## 演员
- 陶慧敏 饰演 妙　善、观世音
- 王思思 饰演 小妙善
- 王跃晋 饰演 妙莊王
- 梁丹昵 饰演 皇
- 吴　旗 饰演 尹松柏
- 王丽云 饰演 尹　妈
- 刘勇刚 饰演 尹　哥、韦　驮
- 丛　杉 饰演 小尹哥

## 主创
- 制　片人：刘泽源、余小惠
- 编　　剧：孙　力
- 摄　　像：丹　森
- 美　　术：盛锡山
- 音　　乐：戚云飞
- 制片主任：井永录
- 导　　演：贺米生

## 音乐
- 主题曲：钟鼓同声 演唱：彭丽媛
- 片尾曲：世上还是好人多
- 歌曲：点灯
  - 作词：星云大师 作曲：李秉宗 演唱：萧蔓萱
- 歌曲：杨柳观音
  - 作词：陈健瑜 作曲：朱云嵩 演唱：萧煌奇
- 歌曲：叫一声应万声
  - 作词：星云大师 作曲：李秉宗 演唱：李秉宗

## 周边
- 《观世音传奇》20VCD
- 《观世音传奇》5 DVD-9（国粤双语）

## 相关链接
- 电视剧《观世音传奇》 （页面存档备份，存于）于优酷网